# Mikel Cuadra
Mikel Ander Cuadra Aguirre, (nacido el 18 de octubre de 1961 en Bilbao, Vizcaya) es un exjugador de baloncesto español. Con 1.96 de estatura, su puesto natural en la cancha era el de alero.  Se crio en Arrigorriaga, localidad cercana a Bilbao.

## Trayectoria
Aunque era un jugador con una gran capacidad ofensiva, únicamente jugó en ACB dos años, con el Saski Baskonia y el CB Collado Villalba., haciendo buenos números, el resto de su carrera transcurrió en las categorías inferiores del baloncesto español, jugando entre otros en el Caja Rioja, donde en la temporada 1986-87 anotó 969 puntos, siendo el máximo anotador de todas las categorías del baloncesto español, y llegando a anotar 47 puntos en un partido, CB León, Askatuak, Juventut Alcalá y Cantabria Lobos.
Colabora con El Correo haciendo las crónicas de los partidos del Saski Baskonia en la Euroliga.